# Metalik
Metalik, tidigare känd som Máscara Dorada, även känd som Gran Metalik från WWE, född 27 augusti 1988 i Guadalajara i Jalisco, är en mexikansk luchador. Máscara Dorada bär, som många andra mexikanska fribrottare, en mask när han tävlar, enligt Lucha libre traditioner.  Hans riktiga namn är inte känt av allmänheten. Máscara Dorada tillhörde Consejo Mundial de Lucha Libre sedan år 2006 fram till år 2016.

## Karriär

### Consejo Mundial de Lucha Libre (2006–2015)
Han började sin karriär med namnet Plata II men det blev en kortlivad gimmick i CMLL då han snabbt bytte namn till Metalik. Den 7 november 2008 bytte han namn till sitt nuvarande. Det var eftersom CMLL signade Mascarita Sagrada 2000, en duktig "Mini-Estrella" (dvärgluchador). Dock så ägde rivalförbundet till CMLL, Asistencia Asesoría y Administración (AAA) rättigheterna till namnet Mascarita Sagrada 2000 och därför var man tvungna att byta namn och karaktär på honom. Det nya namnet blev Mascarita Dorada.
Dn nya karaktären visade sig vara väldigt framgångsrik, så pass så att under hösten 2008 meddelade CMLL att de skapade en "stor" version av Mascarita Dorada. Metalik bytte återigen namn och karaktär och presenterades den 7 november 2008 som Máscara Dorada. Normalt sett så brukar "Mini Estrellas" vara en maskot som tillkommer en "stor" luchador som redan är framgångsrik, men i det här fallet var det alltså tvärtom och "Mascarita Dorada" var den första av de två. 
Sedan dess utvecklades Máscara Dorada snabbt tack vare sin våghalsiga stil och innovativa förmåga i ringen, Han har bland annat fribrottats med stor framgång i Japan och vunnit ett flertal titlar i CMLL.

### World Wrestling Entertainment (2016–2021)
2016 blev han signad av WWE och brottades där under namnet Gran Metalik, där han var en del av gruppen Lucha House Party med Lince Dorado och Kalisto. 2021 lämnade han WWE och återvände till CMLL i maj 2023 under namnet Metalik.

### Återvändo till CMLL, oberoende (2023–)
Men efter bara några månader lämnade han CMLL, efter konflikter med ledningen, och brottas nu på den internationella oberoende fribrottningsscenen under namnet Metalik. Bland annat har han brottas flera matcher i Ring of Honor och All Elite Wrestling. I samband med att Metalik lämnade CMLL hade CMLL introducerat en ny karaktär med namnet Máscara Dorada 2.0, en annan brottare som tidigare gick under namnet Panterita del Ring Jr..

### Titlar och insatser
- Consejo Mundial de Lucha Libre
  - CMLL Torneo Nacional de Parejas Increibles (2010, 2011) – med Atlantis
  - CMLL Trio of the Year (2010) – med La Sombra och La Máscara
  - CMLL World Super Lightweight Championship (1 gång)
  - CMLL World Trios Championship (2 gånger, nuvarande) – med La Sombra och La Máscara (1)[8] och Místico och Valiente (1, nuvarande)
  - CMLL World Welterweight Championship (2 gånger)[9]
  - Mexican National Trios Championship (1 time) – med Diamante Azul (då "Metro) och Stuka, Jr.
  - NWA World Historic Welterweight Championship (1 gång)

- CMLL Guadalajara
  - Occidente Welterweight Championship (1 gång)

- Pro Wrestling Illustrated
  - PWI rankade honom som #152 av top 500 fribrottare i PWI 500 år 2013[10]

### Lucha de Apuesta record
| Insats | Vinnare | Förlorare | Plats                | Datum       | Kommentarer |
| ------ | ------- | --------- | -------------------- | ----------- | ----------- |
| Hår    | Metalik | Jeque     | Guadalajara, Jalisco | 18 maj 2008 |             |